# Le ruote dell'Universo, opera in cui compendiosamente si descrivono le cose celesti e sublunari
Le ruote dell'Universo, opera in cui compendiosamente si descrivono le cose celesti e sublunari è un trattato di Onofrio Giliberto pubblicato nel 1646.
Frutto degli interessi verso il sapere enciclopedico del suo tempo, Le ruote dell'Universo è un trattato assai composito come si evince dalla lettura dello stesso. In questo volume si fornisce un compendio delle consuetudini del tempo, misto ad almanacchi, descrizioni storiche e geografiche, di luoghi realmente esistiti o di fantasia. In essa trionfa il gusto per i paesi lontani tanto che l'opera può dirsi non solo astrologica e protoscientifica ma anche soprattutto geografica.

## Tematiche dell'opera
Il testo è diviso in sedici "Ruote" che corrispondono alla divisione in "Cieli" del sistema aristotelico-tolemaico come si può verificare dalla lettura dall'indice del testo posto alla fine del volume e che prende il nome di "Tavola de' capitoli". Vi sono descritte non solo le sfere celesti ma anche le sfere sublunari, cioè terrestri. Le parti in cui il testo è diviso sono pertanto:
- Frontespizio
- Dedica All'Illustrissimo, et Eccellentissimo Signore e padron mio Osservandiss. il Signor Don Ferdinando Orsini
- Francesco Savio, Stampatore, a chi Legge
- Imprimatur Ruote dell'Universo
- Proemio
- Ruota Prima. Dell'Inferno
- Ruota Seconda. Del Purgatorio
- Ruota Terza. Del Limbo
- Ruota Quarta. Del seno d'Abramo
- Ruota Quinta. Del Mondo—Della Terra, e dell'Huomo—De gli Animali Bruti—Del Terremoto—Dell'Herbe, e delle Piante—Delle Pietre—De' Metalli, e Pietre Metalliche—Dell'Acqua—Del Mare—De' Pesci—De' Fiumi, Fonti, e Laghi—Dell'Aria—De gli Ucelli—Della Rugiada, Brina, Manna, e Nebbia—Delle Nubi, e della Pioggia—Delle Nevi, Tempeste, e Grandini—Dell'Arco Baleno—De' Venti—Della Via Lattea—De' Tuoni, Lampi, e Saette—De' varij colori, ch'appaiono nell'Aria, e delle Stelle scintillanti—Del Cometa—Del Fuoco—De' Segni di Mortalità—Segni di Guerre, di mutationi di Stati, e di Morte de' Principi—Segni di Carestia—Segni d'Abbondanza—Pronostici perpetui per gli accidenti di ciaschedun'Anno—Segni di Terremoti—Segni di Tempeste, e di Grandini—Segni de' Venti—Segni di Pioggia—Segni di Neve, e di Freddo—Segni di Serenità—Alcune osservazioni naturali—De' Segni di Morte, e di Vita nell'huomo infermo—Segni de' costumi dell'Huomo per li quattro humori—Quanto sia per durare il Mondo
- Ruota Sesta. Del Cielo—Della Luna—Dell'Aureo numero—Dell'Epatte—Tavole del Calendario—Tavolette delli 30 Cieli decennovenali dell'Epatte—Tavoletta dell'Equatione dell'Epatte—D'Alcuni effetti della Luna
- Ruota Settima. Del Secondo Cielo
- Ruota Ottava. Del Terzo Cielo
- Ruota Nona. Del Quarto Cielo—De' Tempi, e del Bisesto—Del Cielo Solare, o delle Lettere Dominicali—Delle Feste mobili—Tavoletta perpetua delle Feste mobili—Dell'Indittione—Tavoletta dell'Indittione—Tavola dell'Hore del Sole con l'ombra—Dell'Eclissi del Sole, e della Luna, e se vi sia più d'un Sole
- Ruota Decima. Del Quinto Cielo
- Ruota Undecima. Del Sesto Cielo
- Ruota Duodecima. Del Settimo Cielo
- Ruota Decima Terza. Dell'Ottavo Cielo—De' Segni del Zodiaco—Discorso de' detti Segni—Delle Stelle—Ruota Decima Quarta. Del Nono Cielo
- Ruota Decima Quinta. Del Cielo Decimo—Come si muovano i Cieli—Quando finiranno di girare i Cieli, e che sarà di loro finiti i giri
- Ruota Decima Sesta. Dell'Undecimo Cielo
- Maria Virgo Antifona
- Assumpta est Maria Antiphona
- Rubum, quem viderat Moises. Antiphona
- In odorem Antiphona
- Ante Thorum Antiphona
- Nell'Advento si mutano l'Antifone
- Dopo l'Advento infin alta Purificatione
- Tavola de' Capitoli.

## Storia editoriale dell'opera
L'opera fu stampata a Napoli dallo stampatore arcivescovile Francesco Savio nel 1646. Tutte le copie presentano la medesima consistenza fisica: il formato è in 8º e il testo è composto da 391 pagine. Alcune copie risultano mutile di pagine interne. Tutte presentano errori nella numerazione delle pagine.

## Diffusione e reperimento dell'opera
Se ne conoscono tre esemplari conservati in Italia. Una integra di cui è disponibile anche il formato elettronico si trova a Firenze presso la Biblioteca Nazionale Centrale, una seconda mutila di alcune carte si trova a Bari presso la Biblioteca nazionale Sagarriga Visconti-Volpi, una terza è stata recentemente donata alla Biblioteca dell'Osservatorio astronomico di Capodimonte di Napoli.
Due copie sono invece conservate in Spagna. Una è stata identificata presso la biblioteca del Monasterio de San Millán de Yuso a La Rioja, mentre una seconda copia già presente nel Colegio Mayor de Cuenca, si trova presso la Biblioteca Generale dell'Università di Salamanca, come si evince da Catalogo delle Biblioteche Universitarie spagnole.

## Edizioni
- Onofrio Giliberto, Le ruote dell'Universo, opera in cui compendiosamente si descrivono le cose celesti e sublunari, Napoli, Francesco Savio, 1646,  p. 391.